# Karen Horney
  Karen Horney    (Blankenese, 16 de setembre de 1885 - Nova York, 4 de desembre de 1952) fou una psiquiatre partidària de la psicoanàlisi, que va preocupar-se també per qüestions de gènere i com la cultura afectava la personalitat. Filla d'un pare autoritari, va estudiar medicina contra el seu consell i va mudar-se als Estats Units al final de la seva carrera, fugint d'un ambient matrimonial hostil.

## Teories sobre la neurosi
Horney considerava que la neurosi sorgeix quan un individu no té les necessitats emocionals cobertes.

### Necessitats de compliment
L'ésser humà necessita aproximar-se als altres, satisfer la seva demanda de sociabilitat. Inclou la necessitat d'afecte i aprovació dels altres i la necessitat de tenir una parella (o idealitzar l'amor pensant que un altre controlarà i omplirà la pròpia vida). Es relacionen amb les pulsions eròtiques de Freud.

### Necessitats d'agressió
L'ésser humà està fet per competir amb els altres i satisfer les necessitats que sorgeixen de l'agressivitat innata, com ara la necessitat de sentir el poder, de controlar el proïsme, de tenir prestigi i admiració, i la necessitat d'assolir el que hom considera èxit.

### Necessitats d'allunyament
Cada persona necessita marcar el mateix espai vital, fet que la porta a allunyar-se dels altres i mirar de satisfer les necessitats d'autonomia o independència, buscar la pròpia perfecció i assegurar rutines que aportin seguretat.